# Crazy World
Crazy World este al unsprezecelea album al formației germane de muzică rock Scorpions, lansat pe data de 6 noiembrie 1990. Albumul a atins locul 21 ca una dintre cele mai bune albume, în 1991. În același an au fost lansate și piesele Wind of Change, pe locul 4 al celor mai bune piese și Send Me an Angel.